# Анн Крістін Флатланд
Анн Крістін Офедт Флатланн (норв. Ann Kristin Aafedt Flatland; 6 листопада 1982 року, Осло, Норвегія) — норвезька біатлоністка, чемпіонка світу в естафеті та в змішаній естафеті, бронзова призерка Олімпійських ігор та чемпіонату світу в естафеті.